# Tag der Ehre

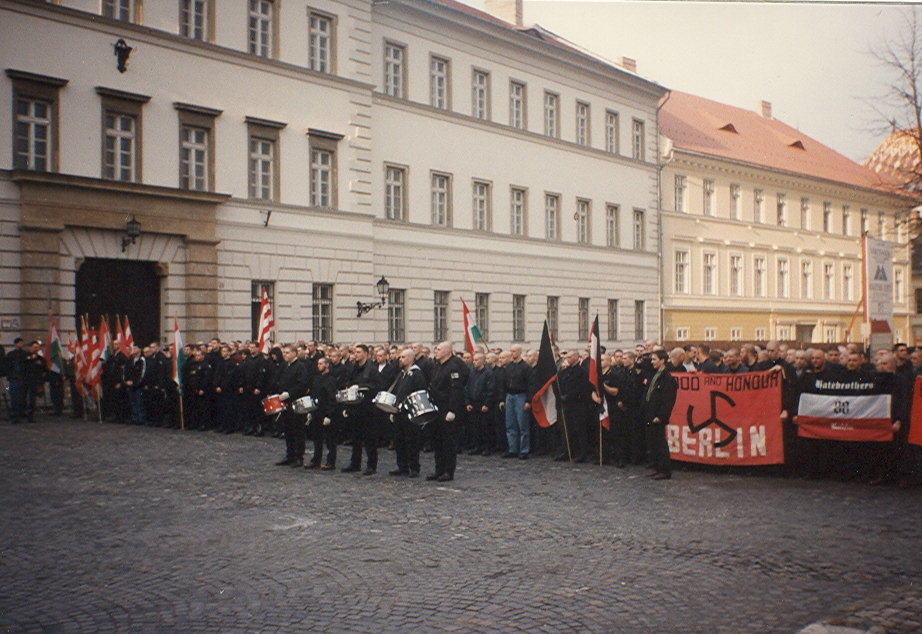
Aufmarsch von Neonazis zum „Tag der Ehre“ 1998

Der sogenannte Tag der Ehre ist ein jährlich am 12. Februar von Rechtsextremen und Neonazis in Budapest begangener Gedenktag. Er soll an den Ausbruchsversuch der Soldaten der deutschen Wehrmacht und Waffen-SS sowie ihrer ungarischen Verbündeten während der Schlacht um Budapest erinnern. Im Zuge des Gedenktages kommt es regelmäßig zur Verherrlichung der Zeit des Nationalsozialismus. Der „Tag der Ehre“ ist gemessen an der Anzahl der teilnehmenden Personen eine der größten Veranstaltungen der rechtsextremen Szene Europas.
Mitte der 2020er erfuhr der „Tag der Ehre“ erhöhte öffentliche Aufmerksamkeit im Zusammenhang mit der Auslieferung von Maja T. im sogenannten Budapest-Komplex. T. war mutmaßlich an tätlichen Angriffen auf an dem Gedenktag teilnehmende Rechtsextreme beteiligt gewesen.

## Anlass
Die Schlacht um Budapest war eine Schlacht in der Endphase des Zweiten Weltkrieges. Die Kämpfe rund um das von der Roten Armee belagerte Budapest dauerten vom 29. Oktober 1944 bis zum 13. Februar 1945. Neben noch etwa 800.000 verbliebenen Einwohnern waren auch 70.000 Soldaten, davon 37.000 ungarische und etwa 33.000 deutsche Kampftruppen in der Stadt eingeschlossen. In der Nacht zum 12. Februar starteten die eingeschlossenen Truppen einen Ausbruchsversuch, der im Desaster endete. Nur etwa 700 Soldaten gelang es, aus der belagerten Stadt zu entkommen. Insgesamt verloren im Zeitraum der Schlacht um Budapest fast 50.000 deutsche und ungarische Soldaten ihr Leben. Die Rote Armee hatte fast 80.000 Tote zu beklagen. Unter der Zivilbevölkerung gab es knapp 38.000 Opfer.

## Geschichte
Der „Tag der Ehre“ wird seit 1997 von europäischen Rechtsextremen begangen. Der erste „Tag der Ehre“ wurde von der Magyar Nemzeti Arcvonal (Ungarische Nationale Front) veranstaltet. Rechtsextreme zogen damals vom Clark Ádám tér zum Burgpalast. In den folgenden Jahren konzentrierten sich die Kundgebungen zunächst auf den Burgpalast sowie den Kapisztrán-Platz.
1999 kam es nach den Kundgebungen zu Auseinandersetzungen zwischen Neonazis und der ungarischen Polizei in einem Nachtclub. Erstere hatten sich nach dem Gedenktag für einige Konzerte dort versammelt. Es kam zu mehreren Festnahmen. Sechs Teilnehmer wurden zu acht Monaten Haft verurteilt, die für zwei Jahre zur Bewährung ausgesetzt wurden. Nach diesem Vorfall wurden von 2000 bis 2002 keine Kundgebungen zum „Tag der Ehre“ veranstaltet.
Seit 2003 organisiert der ungarische Ableger des rechtsextremen Netzwerks Blood and Honour die Veranstaltungen im Rahmen des „Tag der Ehre“. Ebenfalls an der Organisation beteiligt ist die paramilitärische Gruppe Légió Hungária. Seit 2004 gedenken die Rechtsextremen der Gefallenen, die auf Seiten des Dritten Reiches gekämpft haben, durch Kranzniederlegungen am Budapester Heldenplatz. Seit 2005 organisiert auch die bürgerliche Fidesz-Partei Gedenkveranstaltungen für die während der Schlacht um Budapest gefallenen Ungarn. Die Bezeichnung „Tag der Ehre“ wird dabei allerdings nicht genutzt. Dass viele Ungarn bereitwillig mit den Deutschen kollaborierten, wird bei den Feierlichkeiten kaum erwähnt. Auch die Gräueltaten der Pfeilkreuzler, der ungarischen Faschisten, die Tausende Juden ermordeten, kommen wenn überhaupt nur am Rande vor. Die Kulturwissenschaftlerin Magdalena Marsovszky spricht deswegen von einer Täter-Opfer-Umkehr, die durch die politische Mitte Ungarns betrieben werde. Die Verantwortung für die auf ungarischen Boden verübten Verbrechen während der Zeit des Nationalsozialismus werde alleine bei den Deutschen gesucht. Diese Form der Schuldabwehr gehe zudem mit einem weit verbreiteten Antisemitismus innerhalb der ungarischen Bevölkerung einher.
Rund um den „Tag der Ehre“ 2023 kam es zu tätlichen Angriffen gegenüber Teilnehmenden. Laut der ungarischen Polizei sollen bei vier Angriffen insgesamt neun Menschen niedergeschlagen und sechs schwer verletzt worden sein. Die Angriffe sowie ihre juristische Verfolgung werden heute unter dem Begriff Budapest-Komplex subsumiert. In diesem Zusammenhang sorgte die laut Bundesverfassungsgericht rechtswidrige Auslieferung der nicht-binären Person Maja T. für Kritik an den deutschen Strafbehörden. Zudem sollen die Haftbedingungen von Maja T. sowie die der ebenfalls angeklagten Ilaria Salis in Ungarn unmenschlich gewesen sein.
Bis heute werden Kundgebungen und Veranstaltungen zum „Tag der Ehre“ häufig von den ungarischen Sicherheitsbehörden verboten. Diese Verbote werden aber in aller Regel von den Neonazis umgangen oder kaum von den Sicherheitskräften umgesetzt.
Ende der 1990er erschienen kaum mehr als 100 Personen zu den Veranstaltungen rund um den „Tag der Ehre“. Seitdem steigt die Anzahl der Teilnehmenden aber stetig an. Mittlerweile kommen jährlich 1000 bis 2000 Rechtsextreme aus ganz Europa zum „Tag der Ehre“ zusammen.

## NS-Verherrlichung
Beim „Tag der Ehre“ versammeln sich Neonazis aus ganz Europa, die Mitglieder bei den verschiedensten rechtsextremen Organisationen sind. Neben Blood and Honour sind beispielsweise noch Mitglieder der Hammerskins und der Identitären Bewegung bei der Organisation des Gedenktages beteiligt oder nehmen an Veranstaltungen teil. Im Laufe der Jahre sprachen auch Funktionäre deutscher rechtsextremer Parteien wie NPD, Die Rechte oder Der III. Weg auf Kundgebungen. Außerdem sind oft Menschen aus dem militanten Spektrum der freien Kameradschaften bei den Veranstaltungen anwesend.
Die teilnehmenden Neonazis unternehmen mittlerweile an jedem „Tag der Ehre“ eine 60 Kilometer lange Wanderung entlang der Route, die die deutschen und ungarischen Truppen bei ihrem Ausbruchsversuch versuchten zu nehmen. Dabei tragen einige z. B. Wehrmachts- oder SS-Uniformen oder präsentieren Symbole der Pfeilkreuzler sowie Hakenkreuze. Da die Wanderungen nicht als politische Demonstrationen zählen, bleiben sie von etwaigen Verboten der Stadt Budapest unberührt. Neben den Wanderungen finden zumeist noch Kundgebungen sowie Konzerte von Rechtsrock-Bands als Rahmenprogramm statt.

## Gegenproteste
Jahr für Jahr finden auch antifaschistische Gegenproteste statt. Diese waren zunächst sehr klein, da sie hauptsächlich von lokalen Gruppen getragen wurden. Seit den 2020ern werden die Gegenproteste jedoch zunehmend international organisiert, weshalb die Teilnehmendenanzahl mittlerweile auf mehrere Hundert Personen angestiegen ist. Auch Angehörige der Sinti und Roma sind bei den Gegenprotesten zugegen. Kritiker monieren, dass linke Gegenproteste wesentlich penibler von der Polizei kontrolliert werden würden als die Aufmärsche der Neonazis. Sie sehen hierin einen Beleg dafür, dass die ungarischen Regierung unter Viktor Orbán den „Tag der Ehre“ duldet.